# The Lost Children
The Lost Children è una compilation di bonus track del gruppo musicale alternative metal statunitense Disturbed ed è stata pubblicata l'8 novembre 2011.

## Il disco
L'album venne annunciato nell'agosto del 2011 dal cantante del gruppo David Draiman tramite Twitter.
Il disco contiene una raccolta di bonus track e B-Sides precedentemente pubblicate dal gruppo nei primi cinque album in studio.
The Lost Children è l'album della band con la più lunga durata ed è anche l'ultimo pubblicato prima dello scioglimento.

## Tracce
1. Hell – 4:15 (testo: Draiman, Wengren, Donegan – musica: Draiman, Wengren, John Moyer, Donegan) – bonus track di Ten Thousand Fists
2. A Welcome Burden – 3:31 (Draiman, Wengren, Kmak, Donegan) – bonus track di The Sickness
3. This Moment – 3:05 (testo: Draiman, Wengren e Donegan – musica: Draiman, Wengren, Moyer, Donegan) – contenuta in Transformers: The Album
4. Old Friend – 3:34 (testo: Draiman, Wengren e Donegan – musica: Draiman, Wengren, Moyer, Donegan) – bonus track di Asylum
5. Monster – 4:04 (testo: Draiman, Wengren e Donegan – musica: Draiman, Wengren, Moyer, Donegan) – bonus track di Ten Thousand Fists
6. Run – 3:13 (testo: Draiman, Wengren e Donegan – musica: Draiman, Wengren, Moyer, Donegan) – bonus track di Indestructible
7. Leave It Alone – 4:07 (testo: Draiman, Wengren e Donegan – musica: Draiman, Wengren, Moyer, Donegan) – bonus track di Asylum
8. Two Worlds – 3:33 (testo: Draiman, Wengren e Donegan – musica: Draiman, Wengren, Moyer, Donegan) – bonus track di Ten Thousand Fists
9. God of the Mind – 3:05 (Draiman, Wengren, Kmak, Donegan) – bonus track di The Sickness
10. Sickened – 4:00 (testo: Draiman, Wengren e Donegan – musica: Draiman, Wengren, Moyer, Donegan) – bonus track di Ten Thousand Fists
11. Mine – 5:04 (testo: Draiman, Wengren e Donegan – musica: Draiman, Wengren, Moyer, Donegan)
12. Parasite – 3:25 (testo: Draiman, Wengren e Donegan – musica: Draiman, Wengren, Moyer, Donegan) – bonus track di Indestructible
13. Dehumanized – 3:32 (Draiman, Wengren, Kmak, Donegan) – bonus track di Believe
14. 3 – 4:02 (testo: Draiman, Wengre, Donegan – musica: Draiman, Wengren, Moyer, Donegan) – singolo digitale in supporto ai West Memphis Three
15. Midlife Crisis – 4:04 (testo: Bordin, Bottum, Gould, Martin, Patton – musica: Draiman, Wengren, Moyer, Donegan) – reinterpretazione dei Faith No More, inclusa nella compilation Covered, A Revolution in Sound
16. Living After Midnight – 4:25 (testo: Downing, Halford, Tipton – musica: Draiman, Wengren, Moyer, Donegan) – reinterpretazione dei Judas Priest, inclusa nell'album di tributo A Tribute to Judas Priest Legends of Metal vol.1 e nel singolo Another Way to Die

Durata totale: 60:59

## Formazione
- David Draiman – voce, voce secondaria
- Dan Donegan – chitarra, sintetizzatore, voce secondaria
- John Moyer – basso, voce secondaria
- Mike Wengren – batteria, percussioni
- Steve Kmak - basso (tracce 2, 9 e 13)
- Johnny K - produttore (tracce 1, 2, 3, 5, 8, 9, 10 e 13)
- Raymond Swanland – illustrazioni